# 卡爾瓦 (亞利桑那州)
卡爾瓦（英語：Calva）是位於美國亞利桑那州葛蘭姆縣的一個非建制地區。該地的面積和人口皆未知。

## 地理
卡爾瓦的座標為33°10′50″N 110°11′11″W / 33.18056°N 110.18639°W，而該地的平均海拔高度為780米（即2559英尺）。